# Піцул Віктор Петрович
Ві́ктор Петро́вич Піцул (нар. 22 червня 1990, м. Чернівці, Українська РСР — пом. 17 червня 2014, сел. Металіст, Слов'яносербський район, Луганська область, Україна) — український військовослужбовець, десантник, старший солдат Збройних сил України.

## Життєпис
Віктор Піцул народився 1990 року в місті Чернівці у родині робітників, зростав разом із молодшим братом. Дитинство провів у селі Шубранець Заставнівського району, де і пішов у перший клас. А наступного року вже навчався в загальноосвітній школі № 18 міста Чернівці. Захоплювався футболом та електронікою. Після закінчення 11 класів школи вступив до Чернівецького індустріального технікуму, де здобув фах електрика-монтера.
У 2010—2011 проходив строкову військову службу в Повітряних Силах Збройних Сил України в Одеській області.
Після армії працював електриком у комунальному підприємстві «Чернівціміськліфт» міста Чернівці. Займався пауерліфтингом, мав 1-й спортивний розряд. Мріяв стати інженером-конструктором.
Під час Революції гідності разом із братом по вихідних виходив на Чернівецький Євромайдан.
У зв'язку з російською збройною агресією проти України у квітні 2014 року мобілізований до лав Збройних Сил України.
Старший солдат, стрілець-помічник гранатометника 2-го відділення 2-ї аеромобільної роти 87-го окремого аеромобільного батальйону 80-ї окремої аеромобільної бригади, в/ч А2582, м. Чернівці (колишній 300-й полк). Спочатку перебував у військовій частині й на полігоні в Сторожинці. З 9 травня 2014 брав участь в антитерористичній операції на сході України у складі 3-ї батальйонної тактичної групи 80-ї ОАеМБр в районі міста Щастя на Луганщині.
Брат Віктора Владислав лише на рік молодший за нього, вони разом проходили строкову службу на Одещині, разом їх призвали й до чернівецької військової частини, разом поїхали в Луганську область. І лише там уперше розлучилися, бо були в різних ротах.

### Обставини загибелі
Вранці 17 червня 2014 року резервна група десантників на чолі зі старшим лейтенантом Владиславом Файфурою виїхала в напрямку селища Металіст, що на північній околиці Луганська, для надання допомоги бійцям добровольчого батальйону «Айдар», які вели бій з терористами в районі гольф-клубу (с. Привітне). У бойовому зіткненні з терористами, які підбили бронетранспортер із засідки з гранатомета, загинули 9 десантників, серед них і старший солдат Віктор Піцул.
Того дня в боях у районі Стукалової Балки і Металіста загинули також 3 військовослужбовців 15-го окремого гірсько-піхотного батальйону 128-ї ОГПБр та 4 бійців батальйону «Айдар», кілька військовослужбовців з різних підрозділів були поранені й захоплені в заручники, серед них доброволець «Айдара» Надія Савченко.
Вісім з дев'ятьох загиблих десантників — буковинці, один солдат родом з Волині. 21 червня пройшло прощання у військовій частині в Чернівцях. 22 червня Віктора Піцула та ще чотирьох чернівчан поховали на Алеї Слави Центрального кладовища міста Чернівці у Годилові.
Залишились батьки, Світлана Пилипівна й Петро Дарійович, та молодший брат Владислав.

## Нагороди та відзнаки
- Орден «За мужність» III ступеня — за особисту мужність і героїзм, виявлені у захисті державного суверенітету та територіальної цілісності України (02.08.2014, посмертно)[3].
- Почесна відзнака Чернівецької міської ради Медаль «На славу Чернівців» (2015, посмертно)[4].

## Вшанування пам'яті
- 14 грудня 2016 року в місті Чернівці на фасаді будівлі Чернівецького багатопрофільного ліцею № 4 (колишня школа № 18, вулиця Небесної Сотні, 18-а), де навчався Віктор Піцул, йому відкрито меморіальну дошку[5].
- 18—19 лютого 2017 року в місті Чернівці на базі спортивного залу Буковинського державного медуніверситету відбувся чемпіонат області з пауерліфтингу серед дорослих, ветеранів, юнаків та дівчат, юніорів та юніорок. Чемпіонат присвятили пам'яті чотирьох спортсменів Федерації пауерліфтингу Чернівецької області, які загинули в зоні АТО, — це Віктор Піцул, Ігор Крисоватий, Леонід Дергач та Андрій Галай[6].